# Velký Karasín
Velký Karasín je přírodní památka v okrese České Budějovice. Jedná se o menší (8 ha) eutrofní rybník na pravém přítoku Bezdrevského potoka, jihozápadně od vsi Vlhlavy. Předmětem ochrany je západní část rybníka s litorálními porosty rákosin a přilehlými vlhkými ostřicovými loukami. Rybník a jeho bezprostřední okolí je významným hnízdištěm a tahovou zastávkou vodních a mokřadních druhů ptáků. Ze vzácnějších druhů rostlin zde roste žluťucha lesklá (Thalictrum lucidum) a hadí mord nízký (Scorzonera humilis). Bylo zde zaznamenáno 20 druhů vážek včetně celoevropsky ohrožené šídlatky hnědé (Sympecma fusca).